# مکس بروسکه
مکس بروسکه (آلمانی: Max Bröske; ۲۵ ژوئیهٔ ۱۸۸۲ – ۱ ژانویهٔ ۲۰۰۰) قایقران روئینگ اهل آلمان بود.